# U-Bahn Incheon
Die U-Bahn Incheon ist die U-Bahn der südkoreanischen Stadt Incheon, einer westlichen Nachbarstadt der Hauptstadt Seoul. Die U-Bahn Seoul erschließt ebenfalls das Stadtgebiet Incheons. Es bestehen an mehreren Stationen Umsteigemöglichkeiten, sodass beide Systeme ein gemeinsames Netz bilden.
Die U-Bahn Incheon wurde als viertes südkoreanisches System (nach Daegu, Busan und Seoul) im Oktober 1999 eröffnet.

## Netz
Die U-Bahn hat bisher zwei Linien, eine dritte ringförmige Linie ist geplant.
Seit Jahresbeginn 2022 führt die Betreibergesellschaft Incheon Transit Corporation auch die Verkehre auf der Linie 7 der U-Bahn Seoul durch. Diese Linie war ein halbes Jahr zuvor auf dem Stadtgebiet Incheons verlängert worden.

### Linie 1

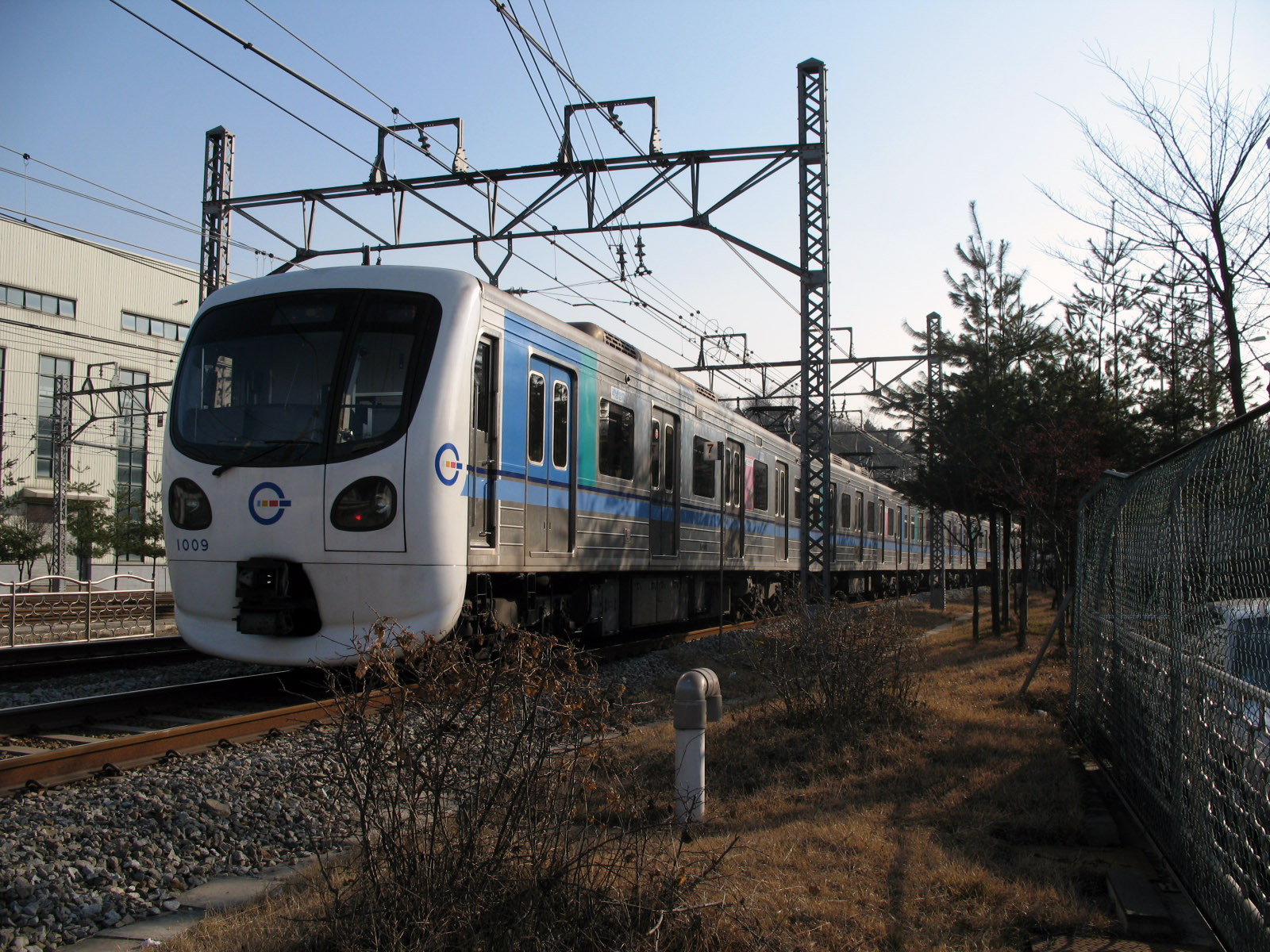
Zug der Linie 1

Die Linie 1 wurde als erste Linie im Oktober 1999 zwischen Bakchon im Norden und Dongmak im Süden eröffnet. Die Bauzeit betrug sechs Jahre. Seitdem wurde die Strecke mehrmals verlängert. Im Juni 2009 kam eine 6,5 Kilometer lange südliche Verlängerung zum International Business District hinzu, die 2020 um eine Station zum Songdo Moonlight Festival Park verlängert wurde. Am 28. Juni 2025 ging die Verlängerung von Gyeyang nach Geomdan nach 5,5 Jahren Bauzeit in Betrieb. Die 6,8 Kilometer lange Strecke erschließt drei neue Stationen.
Sie ist 37,1 Kilometer lang, hat 33 Stationen und verläuft fast vollständig unterirdisch. Lediglich an der Umsteigestation Gyeyang an der AREX-Linie zum Flughafen wird die Oberfläche erreicht. An vier Stationen kann zur Metro Seoul umgestiegen werden. Alle Stationen sind mit Bahnsteigtüren ausgestattet. Die Fahrzeit zwischen Gyeyang und Songdo Moonlight Festival Park liegt knapp unter einer Stunde.
Die Linie 1 ist für eine große Fahrgastnachfrage ausgelegt. Es werden 34 Achtwagenzüge eingesetzt, die in der Hauptverkehrszeit alle vier bis fünf Minuten verkehren.

### Linie 2

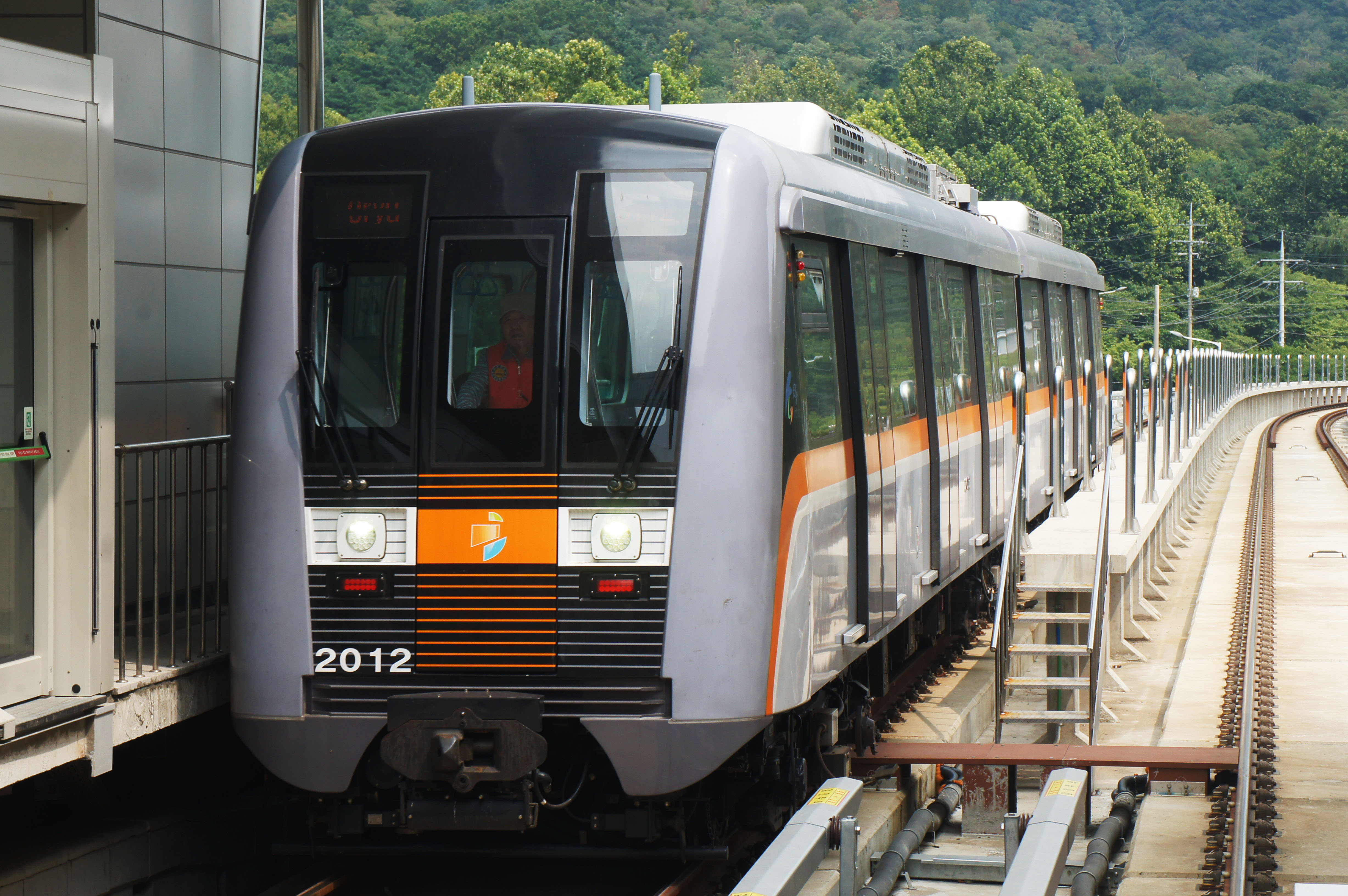
Fahrerloser Zug der Linie 2 auf einer aufgeständerten Strecke

Die Linie 2 ist eine 29 Kilometer lange vollautomatische fahrerlose Leichtmetro. Sie ging im Juli 2016 in Betrieb. Im Stadtzentrum verläuft sie in Ost-West-Richtung und kreuzt die Linie 1 am Rathaus. Etwas weiter westlich knickt die Strecke nach Norden ab und führt parallel zum Meer nach Geomdan. 22 der 27 Stationen liegen unterirdisch.
Im Netzplan der Seouler Metro trägt die Linie 2 die Farbe Orange. Es verkehren 43 Zweiwagenzüge von Hyundai Rotem mit drei Türen pro Wagenseite, die Stationen sind bereits für Vierwagenzüge ausgelegt. Die Energieversorgung erfolgt über eine Stromschiene.